# Gymnophytomyza
Gymnophytomyza is een geslacht van insecten uit de familie van de mineervliegen (Agromyzidae), die tot de orde tweevleugeligen (Diptera) behoort.

## Soorten
- G. heteroneura (Hendel, 1920)
- G. secunda Zlobin, 1999